# Younfa
Le prince Younfa dan Nafata, fils de Nafata, était souverain de la Cité-état haoussa de Gobir de 1803 à sa mort en octobre 1808.
En 1802, il succède à son père, le sultan Nafata, frère de Yakubu dan Babari et de Bawa dan Babari.
Il tomba au combat en octobre 1808 lors de la bataille d'Alkalawa pendant la Guerre Fulani contre les Djihadistes commandés par Usman dan Fodio.